# Tournoi de clôture du championnat du Belize de football 2010
Navigation
Saison précédente Saison suivante
Le Tournoi Clausura 2010 est le deuxième tournoi saisonnier disputé au Belize.
C'est cependant la 23e fois que le titre de champion du Belize est remis en jeu.
Lors de ce tournoi, le Defence Force a conservé son titre de champion du Belize face aux sept meilleurs clubs beliziens.
Chacun des huit clubs participant était confronté deux fois aux sept autres équipes. Puis les six meilleurs se sont affrontés lors d'une phase finale à la fin de la saison.
Seulement une place pouvait être qualificative pour la Ligue des champions de la CONCACAF.

## Les 8 clubs participants
| \| FC Belize BRC Blaze Defence Force Georgetown Ibayani Hankook Verdes Paradise FF Shanaiah Corozal San Pedro Sea Dogs \| Localisation des clubs. |
| FC Belize BRC Blaze Defence Force Georgetown Ibayani Hankook Verdes Paradise FF Shanaiah Corozal San Pedro Sea Dogs                               |

| Club                           | Stade                   | Capacité          | Ville                   |
| FC Belize                      | Stade MCC Grounds       | 3 500             | Belize City             |
| BRC Blaze (en)                 | Stade Isidoro Beaton    | 2 500             | Belmopan                |
| Defence Force                  | Stade Norman Broaster   | 2 000             | San Ignacio             |
| Georgetown Ibayani (en)        | Stade Michael Ashcroft  | 2 000             | Independence            |
| Hankook Verdes                 | Stade Pedro Mena Guerra | Capacité inconnue | Benque Viejo del Carmen |
| Paradise Freedom Fighters (en) | Toledo Union Field (en) | 1 500             | Punta Gorda             |
| Shanaiah Corozal               | Stade inconnu           | Capacité inconnue | Corozal Town            |
| San Pedro Sea Dogs (en)        | Stade Ambergris         | 3 500             | San Pedro Town          |

## Compétition
Le tournoi Clausura se déroule de la façon suivante, en deux phases :
- La phase régulière : les quatorze journées de championnat.
- La phase finale : les confrontations allant des quarts de finale à la finale.

### Phase régulière
Lors de la phase régulière les huit équipes affrontent à deux reprises les sept autres équipes selon un calendrier tiré aléatoirement.
Les quatre meilleures équipes sont directement qualifiées pour les demi-finales.
Le classement est établi sur le barème de points classique (victoire à 3 points, match nul à 1, défaite à 0).
Le départage final se fait selon les critères suivants :
- Le nombre de points.
- La différence de buts générale.
- Le nombre de buts marqué.

#### Classement
| Rang | Équipe                             | Pts | J  | G  | N | P  | Bp | Bc | Diff |
| ---- | ---------------------------------- | --- | -- | -- | - | -- | -- | -- | ---- |
| 1    | Defence Force (T)                  | 32  | 14 | 10 | 2 | 2  | 31 | 11 | +20  |
| 2    | Hankook Verdes                     | 26  | 14 | 8  | 2 | 4  | 33 | 9  | +24  |
| 3    | Paradise Freedom Fighters (en) (P) | 25  | 14 | 8  | 1 | 5  | 24 | 19 | +5   |
| 4    | FC Belize                          | 24  | 14 | 7  | 3 | 4  | 24 | 14 | +10  |
| 5    | San Pedro Sea Dogs (en)            | 19  | 13 | 5  | 4 | 4  | 17 | 10 | +7   |
| 6    | Georgetown Ibayani (en) (P)        | 17  | 13 | 5  | 2 | 6  | 18 | 20 | -2   |
| 7    | BRC Blaze (en) (P)                 | 10  | 14 | 3  | 1 | 10 | 9  | 24 | -15  |
| 8    | Shanaiah Corozal (P)               | 4   | 14 | 1  | 1 | 12 | 8  | 57 | -49  |

| Légende : Qualifications et relégations | Légende : Qualifications et relégations                                        |
| --------------------------------------- | ------------------------------------------------------------------------------ |
|                                         | Qualifié pour les demi-finales                                                 |
|                                         | Qualifié pour les quarts de finale                                             |
|                                         | (T) : Tenant du titre (P) : Promu à la suite des forfaits du tournoi précédent |

### La phase finale
Les six équipes qualifiées sont réparties dans le tableau final d'après leur classement général, le deuxième affrontant lors des demi-finales le vainqueur du quart opposant le quatrième au cinquième et le premier affrontant le vainqueur du quart opposant le troisième au sixième.
En cas d'égalité sur la somme des deux matchs, c'est l'équipe ayant marqué le plus de buts à extérieur qui l'emporte puis des prolongations et une séance de tirs au but ont éventuellement lieu.

#### Quarts de finale
| Club                           | Score         | Club                    | Commentaire       |
| Paradise Freedom Fighters (en) | Score inconnu | Georgetown Ibayani (en) |                   |
| FC Belize                      | 1-1           | San Pedro Sea Dogs (en) | Tirs au but : 4-3 |

#### Tableau
|  |                         |            |                         |            |               |     |   |        |        |        |        |        |
|  | 1/2 finale              | 1/2 finale | 1/2 finale              | 1/2 finale | 1/2 finale    |     |   | Finale | Finale | Finale | Finale | Finale |
|  |                         |            |                         |            |               |     |   |        |        |        |        |        |
|  |                         |            |                         |            |               |     |   |        |        |        |        |        |
|  | Defence Force           | (1)        | 1                       | 3          |               |     |   |        |        |        |        |        |
|  | Defence Force           | (1)        | 1                       | 3          |               |     |   |        |        |        |        |        |
|  | FC Belize               | (4)        | 0                       | 0          |               |     |   |        |        |        |        |        |
|  | FC Belize               | (4)        | 0                       | 0          | Defence Force | (1) | 2 | 2      |        |        |        |        |
|  |                         |            |                         |            |               | (1) | 2 | 2      |        |        |        |        |
|  |                         |            | Georgetown Ibayani (en) | (6)        | 1             | 0   |   |        |        |        |        |        |
|  | Hankook Verdes          | (2)        | Georgetown Ibayani (en) | (6)        | 1             | 0   | 1 | 2      |        |        |        |        |
|  | Hankook Verdes          | (2)        |                         |            |               |     | 1 | 2      |        |        |        |        |
|  | Georgetown Ibayani (en) | (6)        | 2                       | 2          |               |     |   |        |        |        |        |        |
|  | Georgetown Ibayani (en) | (6)        | 2                       | 2          |               |     |   |        |        |        |        |        |

#### Demi-finales
| Club           | Aller | Retour | Club                    | Commentaire |
| Defence Force  | 1-0   | 3-0    | FC Belize               |             |
| Hankook Verdes | 1-2   | 2-2    | Georgetown Ibayani (en) |             |

#### Finale
| Match aller | Georgetown Ibayani (en) | 1:2 | Defence Force    | Stade Michael Ashcroft |  |
| 23 mai 2010 | Buteur inconnu          |     | Buteurs inconnus |                        |  |

| Match retour | Defence Force    | 2:0 | Georgetown Ibayani (en) | Stade Norman Broaster |  |
| 30 mai 2010  | Buteurs inconnus |     |                         |                       |  |

## Bilan du tournoi
| Tableau d'Honneur     |               |
| Compétition           | Vainqueur     |
| Tournoi Clausura 2010 | Defence Force |

| Qualifications continentales 2010-2011 |               |
| Ligue des champions                    | Qualifiés     |
| Tour Préliminaire                      | Defence Force |

| Promotions et relégations |                                             |
| Relégué                   | Georgetown Ibayani (en) Shanaiah Corozal    |
| Promu                     | Griga United (en) San Felipe Barcelona (en) |